# Edwin Allen
Edwin Robinson Allen (* 26. November 1840 in Windham, Connecticut; † 4. Mai 1931 in Hopkinton, Rhode Island) war ein US-amerikanischer Politiker. Zwischen 1894 und 1897 war er Vizegouverneur des Bundesstaates Rhode Island.

## Werdegang
Über die Jugend und Schulausbildung von Edwin Allen ist nichts überliefert. Später war er Händler in Hopkinton. Gleichzeitig schlug er als Mitglied der Republikanischen Partei eine politische Laufbahn ein. In Hopkinton bekleidete er 1867 das Amt des Town Clerk. Er war Mitglied der Veteranenorganisation Grand Army of the Republic. Daraus lässt sich schließen, dass er während des Bürgerkrieges im Heer der Union gedient hatte.
1894 wurde Allen an der Seite von Charles W. Lippitt zum Vizegouverneur von Rhode Island gewählt. Dieses Amt hatte er zwischen 1894 und 1897 inne. Dabei war er Stellvertreter des Gouverneurs und Vorsitzender des Staatssenats. Nach seiner Zeit als Vizegouverneur ist er politisch nicht mehr in Erscheinung getreten. Er starb am 4. Mai 1931 und wurde in Hopkinton beigesetzt.